# Hippocrepis balearica
Hippocrepis balearica är en ärtväxtart som beskrevs av Nikolaus Joseph von Jacquin. Hippocrepis balearica ingår i släktet hästskoklövrar, och familjen ärtväxter. Inga underarter finns listade i Catalogue of Life.